# Reinsvoll
Reinsvoll is een plaats in de Noorse gemeente Vestre Toten, provincie Innlandet. Reinsvoll telt 1111 inwoners (2007) en heeft een oppervlakte van 1,43 km².